# Telgruc-sur-Mer
Telgruc-sur-Mer (en bretó Terrug) és un municipi francès, situat a la regió de Bretanya, al departament de Finisterre. L'any 2006 tenia 1.979 habitants.

## Demografia
| 1962                                       | 1968  | 1975  | 1982  | 1990  | 1999  |
| ------------------------------------------ | ----- | ----- | ----- | ----- | ----- |
| 1.875                                      | 1.901 | 1.873 | 1.838 | 1.811 | 1.822 |
| Des de 1962: població sense dobles comptes |       |       |       |       |       |

## Administració
| Període   | Identitat          | Partit |
| --------- | ------------------ | ------ |
| 1999-2008 | Catherine Fitamant |        |
| 2008-     | Jean-Marc Richard  |        |

## Personatges il·lustres
- Armand Keravel